# Fred Moten
Fred Moten (1962) es un teórico cultural, poeta y académico estadounidense cuyo trabajo explora la teoría crítica, los estudios negros y los estudios de performance. Moten es profesor de Estudios de Performance en la Universidad de Nueva York y profesor emérito distinguido en la Universidad de California, Riverside; anteriormente enseñó en la Universidad de Duke y en la Universidad de Iowa. Entre sus textos académicos se incluyen The Undercommons: Fugitive Planning &amp; Black Study, coescrito con Stefano Harney, In the Break: The Aesthetics of the Black Radical Tradition y The Universal Machine (Duke University Press, 2018). Ha publicado numerosas colecciones de poesía, entre ellas The Little Edges, The Feel Trio, B Jenkins y Hughson's Tavern. En 2020, Moten recibió una beca MacArthur por "crear nuevos espacios conceptuales para dar cabida a formas emergentes de estética negra, producción cultural y vida social".

## Biografía
Fred Moten nació en Las Vegas en 1962 y se crio como católico en el barrio negro segregado del extremo occidental de la ciudad. Sus padres estaban entre las familias negras que conformaron la Gran Migración, el período de la historia de Estados Unidos cuando muchas familias negras se mudaron del sur profundo para buscar un nueva vida en el norte y oeste del país. Sus padres eran originarios de Luisiana y Arkansas. Tras establecerse en Las Vegas, su padre encontró empleo en el Centro de Convenciones de Las Vegas (y más tarde trabajó para Pan American Airlines ), mientras que su madre trabajó como maestra de primaria.
Moten se matriculó en la Universidad de Harvard en 1980 con el objetivo de obtener una licenciatura en economía. Su interés por el discurso sociopolítico, la obra de Noam Chomsky, la divulgación y el activismo político lo alejaron de sus estudios. Al final de su primer año, Moten tuvo que tomarse un año de licencia. Durante este tiempo, trabajó como conserje en el Sitio de Pruebas de Nevada, escribió poesía y descubrió las obras de TS Eliot y Joseph Conrad, entre muchos otros. Su regreso a Harvard lo llevó a desarrollar su comprensión de la prosa y a encontrar más inspiración para su propio trabajo. Fue también durante esta época que conoció a su futuro colaborador Stefano Harney. Después de graduarse, Moten continuó sus estudios de doctorado en la Universidad de California, Berkeley.

## Trabajo crítico
Moten ha hecho contribuciones significativas en el ámbito de los estudios negros, la poesía y la poética, la teoría crítica de la raza y la literatura estadounidense contemporánea. Harvard Magazine, The New Yorker, The Brooklyn Rail y LitHub.com han publicado perfiles sobre su vida y su trabajo académico. En 2016, recibió una beca Guggenheim  y el premio Stephen E. Henderson por logros destacados en poesía de la Sociedad de Literatura y Cultura Afroamericana. La obra de Moten The Feel Trio (2014), llamada así por el trío de Cecil Taylor con William Parker y Tony Oxley, fue galardonada con el Premio del Libro del Los Angeles Times y fue finalista de poesía para el Premio Nacional del Libro. También recibió el Premio Roy Lichtenstein de la Fundación para las Artes Contemporáneas (2018).
Ha formado parte de numerosos consejos editoriales, incluidos los de American Quarterly, Callaloo, Social Text y Discourse. Ha formado parte de los consejos asesores de Issues in Critical Investigation en la Universidad de Vanderbilt, del Instituto de Teoría Crítica de la Universidad de California, Irvine, y fue miembro de la junta directiva del Centro de Estudios Lésbicos y Gays de la Universidad de la ciudad de Nueva York. Desde septiembre de 2018, Moten es profesor en el Departamento de Estudios de Performance de la Escuela de Artes Tisch de la Universidad de Nueva York, donde imparte cursos sobre estudios negros, poética, música y teoría crítica de la raza.
Una de sus obras más conocidas es la serie de ensayos que publicó con Stefano Harney en el libro The Undercommons. A lo largo de estos ensayos critica el impulso académico a profesionalizar al estudiante, el capitalismo logístico, las jerarquías de deuda-crédito y las instituciones estatales. Ofrece una teoría de la háptica y del permanecer en deuda con los demás como medio para comprender la propia relación con el mundo y con los demás.
En el ensayo "Catálogo número 308 (El aparato negro es una niña)", en Black and Blur, analiza la fotografía número 308 de la colección fotográfica de Thomas Eakins en la Academia de Bellas Artes de Pensilvania.  La fotografía muestra a una niña afroamericana desnuda, posando como Venus. Saidiya Hartman también analiza la fotografía en su libro Wayward Lives, Beautiful Experiments: Intimate Histories of Social Upheaval.
En mayo de 2024 Moten dio una conferencia magistral en la Universidad de Harvarden, bajo el título de "Los judíos y la teoría negra: conceptualizando la otredad en el siglo XXI".

## Declaraciones
"Los estudios negros son una dehiscencia en el corazón de la institución en su borde; sus documentos rotos y codificados sancionan el caminar en otro mundo mientras se pasa por este, desordenando gráficamente la escasez administrada de la que fluyen los estudios negros como riqueza". 
Al reflexionar sobre su antiguo barrio, Moten recuerda: "Crecí rodeado de gente rara. La negritud de nadie se vio comprometida por su rareza, y por la misma razón... la rareza de nadie se vio comprometida por su negritud... En mi mente tengo esta imagen de Sonny Boy Williamson con uno de esos trajes de arlequín que le gustaba usar. Estos tipos eran raros, y siempre sentí que eso es esencial para la cultura negra. George Clinton es raro. Cualquiera que nos importe, a quien todavía prestamos atención, era raro".

## Obras

### Académicas
- Con Stefano Harney: Todo incompleto (Londres: Minor Compositions, 2021) ISBN 1570273782
- La máquina universal (serie: Consentir no ser un solo ser; Duke University Press, 2018)
- Vida robada (serie: Consentimiento para no ser un solo ser; Duke University Press, 2018)
- Negro y borroso (serie: Consentimiento para no ser un solo ser; Duke University Press, 2017)
- Con Stefano Harney: Una poética de los subcomunes (Sputnik y Fizzle, 2016)
- ¿Quién me tocó? (con Wu Tsang; Si no puedo bailar, no quiero ser parte de tu revolución, 2016)
- Con Stefano Harney: Los Undercommons: Planificación fugitiva y estudio negro (Londres: Minor Compositions/Autonomedia, 2013)
- En la ruptura: la estética de la tradición radical negra (University of Minnesota Press, 2003)

### Creativas
- Toda esa belleza (Seattle: Letter Machine Editions, 2019) ISBN 1732772118
- El porche de servicio (Letter Machine Editions, 2016)
- Los pequeños bordes (Wesleyan University Press, 2015)
- El trío Feel (Ediciones Letter Machine, 2014)
- B. Jenkins (Prensa de la Universidad de Duke, 2010)
- La taberna de Hughson (Leon Works, 2009)
- Huí de ello, pero todavía estaba dentro de ello (Cusp Books, 2007) [15]
- Poemas (con Behrle, Jim; Pressed Wafer, 2002) [15]
- Arkansas (oblea prensada, 2000)